# Giải bóng đá vô địch quốc gia Kosovo 2015–16
Giải bóng đá vô địch quốc gia Kosovo 2015–16 là mùa giải thứ 16 của hạng đấu bóng đá cao nhất Kosovo. Mùa giải bắt đầu từ 22 tháng 8 năm 2015 và kết thúc vào 22 tháng 5 năm 2016; các trận play-off xuống hạng diễn ra vào 1-2 tháng 6 năm 2016. Feronikeli là đương kim vô địch.
Có 12 đội tham gia giải: 9 đội từ mùa giải 2014–15 và 3 đội thăng hạng từ Liga e Parë. Liria, Gjilani và Llapi là các đội thăng hạng.

## Đội bóng
| Câu lạc bộ         | Thành phố | Sân vận động                |
| ------------------ | --------- | --------------------------- |
| KF Liria           | Prizren   | Përparim Thaçi Stadium      |
| KF Drenica         | Skenderaj | Bajram Aliu Stadium         |
| KF Drita           | Gjilan    | Gjilan City Stadium         |
| KF Llapi           | Podujevo  | Zahir Pajaziti City Stadium |
| KF Feronikeli      | Glogovac  | Rexhep Rexhepi Stadium      |
| KF Gjilani         | Gjilan    | Gjilan City Stadium         |
| KF Hajvalia        | Hajvalia  | Hajvalia Stadium            |
| KF Istogu          | Istok     | Demush Mavraj Stadium       |
| KF Kosova Vushtrri | Vushtrri  | Ferki Aliu Stadium          |
| KF Prishtina       | Pristina  | Pristina City Stadium       |
| KF Besa            | Peć       | Shahin Haxhiislami Stadium  |
| KF Trepça'89       | Mitrovica | Riza Lushta Stadium         |

## Bảng xếp hạng
Bản mẫu:2015–16 Giải bóng đá vô địch quốc gia Kosovo table
Với sự thừa nhận của FIFA và UEFA đối với Kosovo vào 3 tháng 5 năm 2016, UEFA đánh giá khả năng tham dự UEFA Champions League của Raiffeisen Superligamùa giải 2016–17. Tuy nhiên sau đó, UEFA quyết định không cho phép họ tham gia Champions League.

## Kết quả

### Vòng đấu 1–22
| S.nhà ╲ S.khách            | BES | DRE | DRT | FRN | Bản mẫu:Fb team KF Gjilani | HAJ | Bản mẫu:Fb team KF Istogu | KSV | LIR | Bản mẫu:Fb team KF Llapi | PRI | T89 |
| Besa                       |     | 3–1 | 2–0 | 2–1 | 0–0                        | 1–0 | 1–0                       | 0–0 | 3–0 | 0–0                      | 3–0 | 1–0 |
| Drenica                    | 3–1 |     | 1–0 | 1–0 | 1–2                        | 1–3 | 1–1                       | 2–1 | 2–0 | 2–1                      | 1–0 | 1–1 |
| Drita                      | 1–0 | 0–1 |     | 1–1 | 0–3                        | 1–0 | 1–0                       | 5–1 | 1–1 | 2–2                      | 1–0 | 1–1 |
| Feronikeli                 | 2–1 | 2–1 | 1–0 |     | 1–1                        | 0–0 | 3–1                       | 1–0 | 3–0 | 1–0                      | 3–1 | 1–1 |
| Bản mẫu:Fb team KF Gjilani | 1–0 | 1–0 | 0–2 | 1–0 |                            | 0–0 | 2–1                       | 2–0 | 3–1 | 1–1                      | 0–0 | 0–1 |
| Hajvalia                   | 2–0 | 1–2 | 2–1 | 3–2 | 2–0                        |     | 1–0                       | 0–0 | 3–0 | 1–0                      | 1–0 | 3–0 |
| Bản mẫu:Fb team KF Istogu  | 1–0 | 2–1 | 2–0 | 0–0 | 1–0                        | 1–3 |                           | 4–0 | 1–3 | 0–1                      | 0–0 | 0–2 |
| Kosova Vushtrri            | 0–1 | 1–0 | 2–0 | 1–3 | 0–1                        | 1–0 | 1–0                       |     | 1–1 | 0–1                      | 1–1 | 0–0 |
| Liria                      | 3–1 | 1–1 | 1–0 | 2–3 | 1–0                        | 0–0 | 1–0                       | 1–1 |     | 5–2                      | 1–1 | 2–0 |
| Bản mẫu:Fb team KF Llapi   | 1–0 | 2–1 | 3–3 | 1–0 | 1–1                        | 1–1 | 5–0                       | 1–0 | 1–0 |                          | 2–0 | 1–2 |
| Prishtina                  | 0–1 | 1–1 | 1–1 | 0–1 | 1–0                        | 1–2 | 1–0                       | 1–0 | 2–0 | 2–1                      |     | 3–2 |
| Trepça'89                  | 2–1 | 2–0 | 5–1 | 1–3 | 0–1                        | 2–0 | 4–0                       | 0–2 | 1–1 | 1–2                      | 2–0 |     |

Nguồn: Football Federation of Kosovo Bản mẫu:Al icon
1 ^ Đội chủ nhà được liệt kê ở cột bên tay trái.
Màu sắc: Xanh = Chủ nhà thắng; Vàng = Hòa; Đỏ = Đội khách thắng.

### Vòng đấu 23–33
| S.nhà ╲ S.khách            | BES | DRE | DRT | FRN | Bản mẫu:Fb team KF Gjilani | HAJ | Bản mẫu:Fb team KF Istogu | KSV | LIR | Bản mẫu:Fb team KF Llapi | PRI | T89 |
| Besa                       |     | 3–0 | 1–0 |     |                            | 3–2 |                           | 2–0 |     | 2–0                      |     | 0–0 |
| Drenica                    |     |     | 0–4 |     |                            |     | 2–1                       | 6–2 | 2–0 |                          | 0–1 |     |
| Drita                      |     |     |     | 0–2 | 0–1                        |     |                           | 3–1 | 1–0 |                          |     | 0–4 |
| Feronikeli                 | 3–1 | 3–1 |     |     |                            |     | 3–0                       |     | 2–0 | 2–1                      | 1–0 |     |
| Bản mẫu:Fb team KF Gjilani | 0–0 | 2–1 |     | 0–1 |                            |     | 1–0                       |     | 0–1 |                          | 0–1 |     |
| Hajvalia                   |     | 1–0 | 0–0 | 2–2 | 3–1                        |     |                           | 4–1 |     |                          |     | 1–0 |
| Bản mẫu:Fb team KF Istogu  | 1–0 |     | 0–0 |     |                            | 1–0 |                           | 3–1 |     | 2–0                      |     |     |
| Kosova Vushtrri            |     |     |     | 0–1 | 2–0                        |     |                           |     | 0–0 |                          | 2–3 | 2–2 |
| Liria                      | 2–1 |     |     |     |                            | 3–0 | 0–1                       |     |     | 3–2                      | 1–0 |     |
| Bản mẫu:Fb team KF Llapi   |     | 3–1 | 1–1 |     | 1–3                        | 1–3 |                           | 3–0 |     |                          |     | 1–1 |
| Prishtina                  | 1–2 |     | 3–2 |     |                            | 0–0 | 1–0                       |     |     | 3–1                      |     |     |
| Trepça'89                  |     | 2–0 |     | 3–1 | 3–1                        |     | 1–0                       |     | 6–0 |                          | 1–0 |     |

Nguồn: Football Federation of Kosovo Bản mẫu:Al icon
1 ^ Đội chủ nhà được liệt kê ở cột bên tay trái.
Màu sắc: Xanh = Chủ nhà thắng; Vàng = Hòa; Đỏ = Đội khách thắng.

## Play-off Xuống hạng
Đội bóng thứ 9 và thứ 10 (Drenica và Drita) đá với đội bóng thứ 3 và thứ 4 (Flamurtari và Dukagjini) của Liga e Parë 2015–16; hai đội thắng cuộc sẽ chơi hạng cao nhất mùa sau.
| Drenica               | 2–1    | Dukagjini   |
| --------------------- | ------ | ----------- |
| Tahiri 58' · Syla 83' | Report | Merlaku 63' |

| Drita             | 1–1 (s.h.p.) | Flamurtari   |
| ----------------- | ------------ | ------------ |
| Haliti 90+2'      | Report       | Krasniqi 34' |
| Loạt sút luân lưu |              |              |
|                   | 4–2          |              |